# Xysticus luctuosus
Xysticus luctuosus es una especie de araña cangrejo del género Xysticus, familia Thomisidae. Fue descrita científicamente por Blackwall en 1836.

## Distribución geográfica
Habita en América del Norte, Europa, Turquía, Cáucaso, Rusia (Europa al Lejano Oriente), Kazajistán, Irán y Asia Central.